# Joseph Buerger
John Joseph Buerger, ameriški veslač, * 19. september 1870, † 10. november 1951.
Buerger je za ZDA nastopil na Poletnih olimpijskih igrah 1904 v St. Louisu, kjer je v dvojcu brez krmarja osvojil bronasto medaljo.